# Banksinoma arcuatum
Banksinoma arcuatum är en kvalsterart som först beskrevs av Hammer 1958.  Banksinoma arcuatum ingår i släktet Banksinoma och familjen Thyrisomidae. Inga underarter finns listade.